# Calendar Girl (1947)
Calendar Girl is een Amerikaanse muziekfilm uit 1947 onder regie van Allan Dwan.

## Verhaal
Omstreeks 1900 komen de componist Johnny Bennett en de schilder Steve Adams aan in Greenwich Village. Daar maken ze kennis met Patricia O'Neill. Op een feest ontmoeten ze de belangrijke musicus Dillingsworth, die zijn oordeel wil vellen over een nieuwe compositie van Bennett.

## Rolverdeling
| Acteur            | Personage        |
| ----------------- | ---------------- |
| Jane Frazee       | Patricia O'Neill |
| William Marshall  | Johnny Bennett   |
| Gail Patrick      | Olivia Radford   |
| Kenny Baker       | Byron Jones      |
| Victor McLaglen   | Matthew O'Neill  |
| Irene Rich        | Lulu Varden      |
| James Ellison     | Steve Adams      |
| Janet Martin      | Tessie           |
| Franklin Pangborn | Dillingsworth    |
| Gus Schilling     | Ed Gaskin        |
| Charles Arnt      | Kapitein Olsen   |
| Lou Nova          | Clancy           |
| Emory Parnell     | Burgemeester     |